# Michael Pearl
Michael Pearl (* 1945 in Memphis) ist ein US-amerikanischer Pastor, Missionar und Autor christlicher Ratgeberbücher. Mit seiner Frau Debi verfasste er u. a. das umstrittene Buch To Train Up A Child (deutsch Wie man einen Knaben gewöhnt), in dem die körperliche Züchtigung von Kindern propagiert wird. In der Presse werden drei Todesfälle mit seinen Lehren in Verbindung gebracht.

## Leben
Michael Pearl absolvierte das Mid-South Bible College in Memphis und arbeitete anschließend als Pastor, Missionar und Evangelist. 1971 heiratete er Deborah (Debi) Kay Smith, mit der er fünf Kinder hat. Gemeinsam leiten sie die Organisation „No Greater Joy Ministries“, die Bücher, CDs, DVDs und einen Newsletter zum Thema christliche Erziehung herausgibt.

## To Train Up A Child

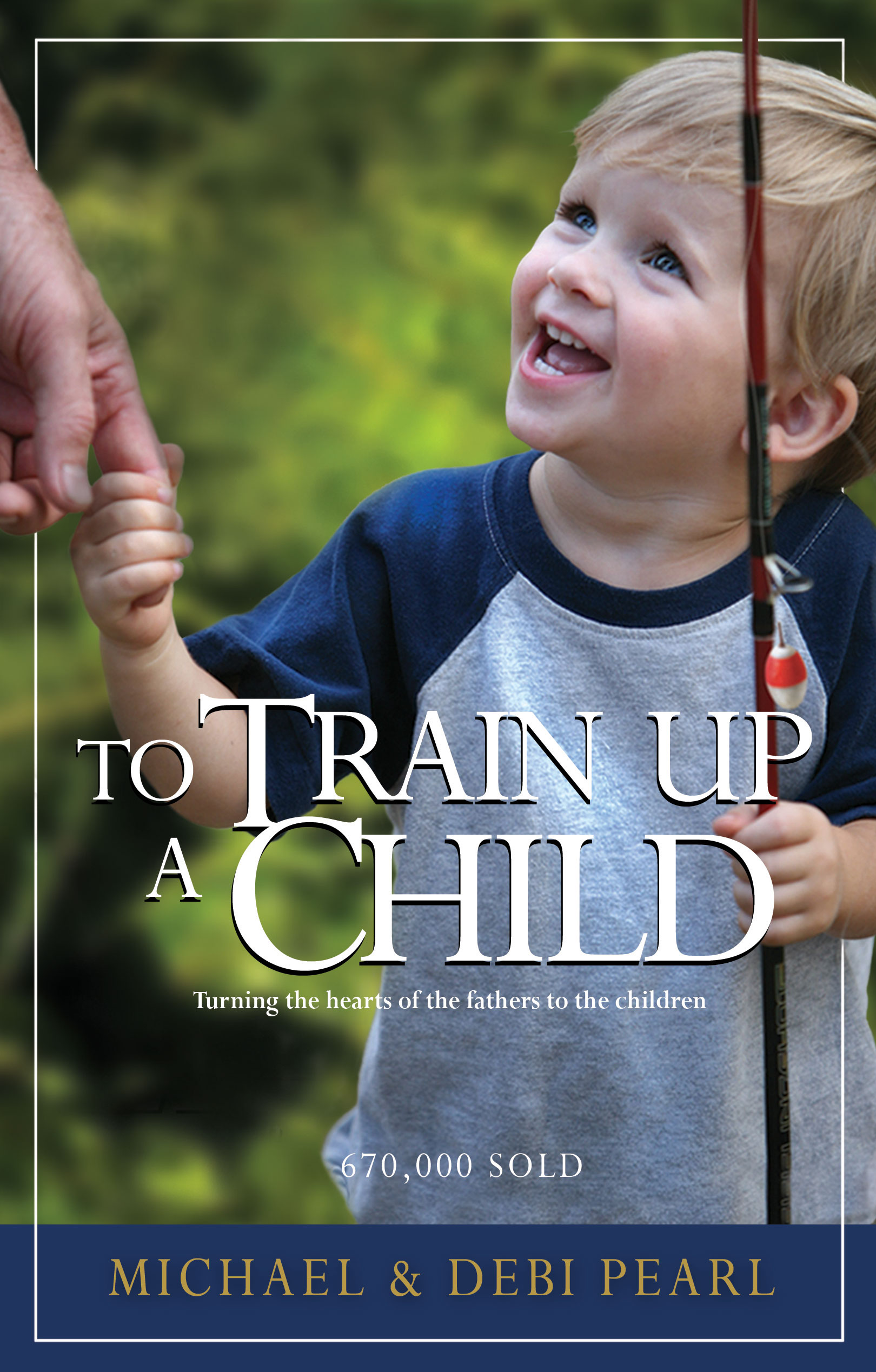
Amerikanisches Cover des umstrittenen Buches To Train Up a Child von Michael Pearl

Das erste Buch der Pearls über Kindererziehung To Train Up a Child wurde 1994 veröffentlicht und mittlerweile in über 650.000 Exemplaren verbreitet (Stand 2012). Es wurde zudem in mehrere Sprachen übersetzt, darunter auch ins Deutsche (Wie man einen Knaben gewöhnt, European Missionary Press, Wiesenbach 2002).
In dem Buch heißt es: „Gott, der die kleinen Kinder gemacht hat und daher weiß, was das Beste für sie ist, hat den Eltern befohlen, die Rute zur Erziehung eines Kindes zu verwenden. Wer darauf verzichtet mit der Behauptung, aus Liebe zu handeln, klagt damit Gott selbst an.“
Die deutsche Übersetzung des Buches wurde 2010 auf Antrag des Deutschen Kinderschutzbundes von der Bundesprüfstelle für jugendgefährdende Medien indiziert.

## Todesfälle
Die siebenjährige Lydia Schatz starb, nachdem ihre Adoptiveltern Kevin und Elizabeth Schatz, christliche Homeschooler, sie mit einem Plastikschlauch schlugen, um sie zu disziplinieren. Sie waren Anhänger von Pearls „No Greater Joy Ministries“.
Im US-Bundesstaat Washington verstarb die 13-jährige Hana Grace-Rose Williams. Ihre Adoptiveltern waren ein christliches Homeschooler-Ehepaar, das noch ein weiteres Kind adoptiert sowie sechs biologische Kinder hatte. Sie hatten Hana Grace-Rose hungern lassen, sie in einen dunklen Schrank gesperrt und ihr dabei christliche Musik und Bibel-Kassetten vorgespielt, sie mit einem Plastikschlauch geschlagen und gezwungen, außerhalb des Hauses in einer Scheune zu schlafen. Hana verlor in den letzten zwei Jahren ihres Lebens fast 20 Pfund an Gewicht. Es wurde ein Zusammenhang mit dem Buch To Train Up a Child vermutet, das ihre Adoptiveltern besaßen.
Neben diesen beiden Fällen wird auch der Tod von Sean Paddock mit dem Buch in Verbindung gebracht.

## Werke (Auswahl)
- Michael Pearl, Debi Pearl: To Train Up A Child. No Greater Joy Ministries, Pleasantville TN 1994, ISBN 1-892112-00-0. Deutsche Übersetzung: Wie man einen Knaben gewöhnt. European Missionary Press, Wiesenbach 2002.